# Університетська бібліотека Ґраца

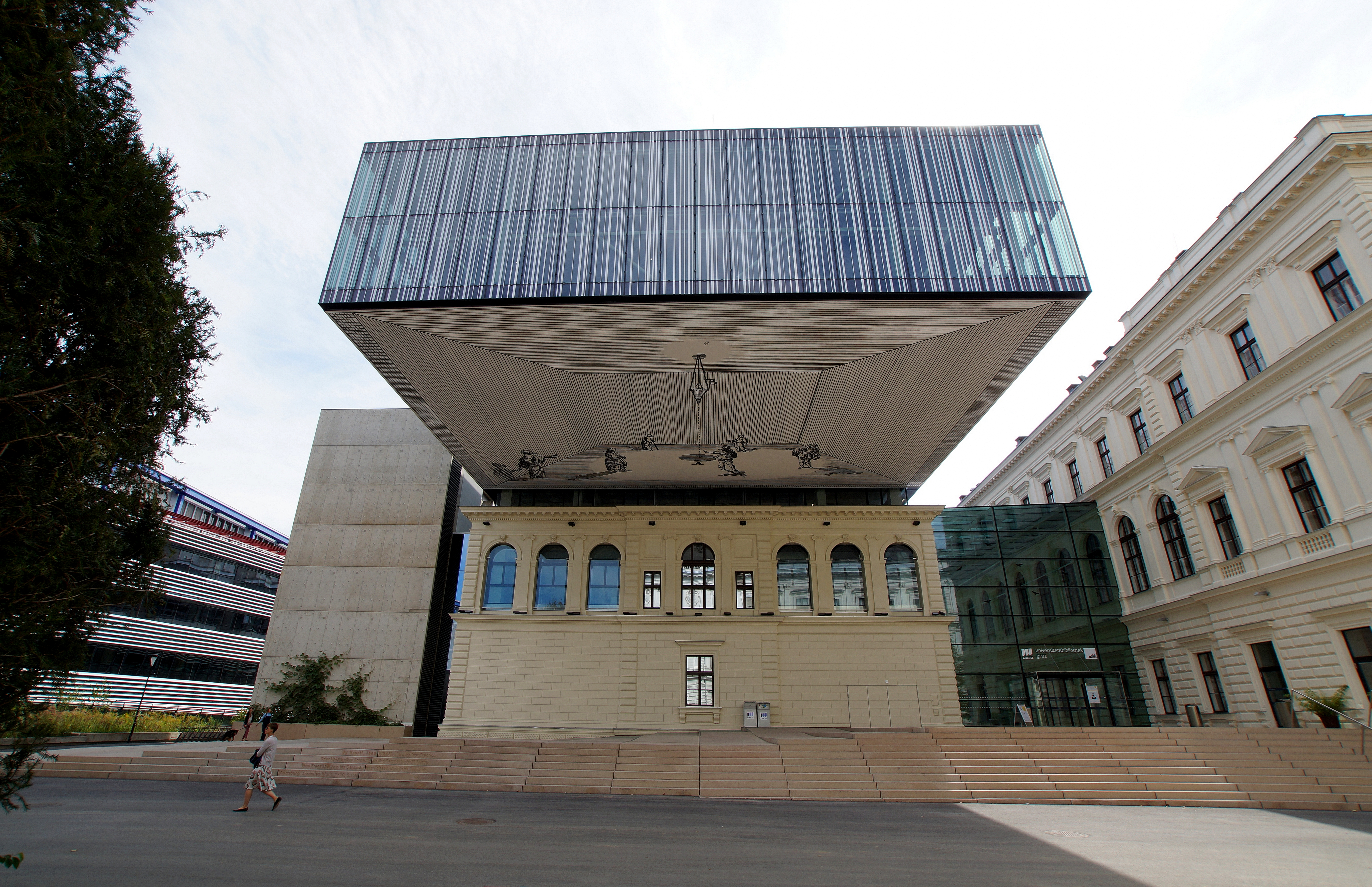
Університетська бібліотека, фото 2020 року. Праворуч — головний корпус університету Ґраца, ліворуч — будівля ReSoWi.

Університетська бібліотека Ґраца (нім. Universitätsbibliothek Graz; скорочено: UB Graz) — найбільша академічна бібліотека в Штирії. Бібліотека має право на обов'язковий примірник всіх публікацій у Штирії. Бібліотека є підрозділом Ґрацького університету і складається з головної бібліотеки, двох факультетських бібліотек (з правових, соціальних та економічних наук та з теології), а також різноманітних спеціалізованих бібліотек і колекцій в інститутах. Бібліотека відкрита не лише для студентів, але й для всіх зацікавлених читачів.

## Історія

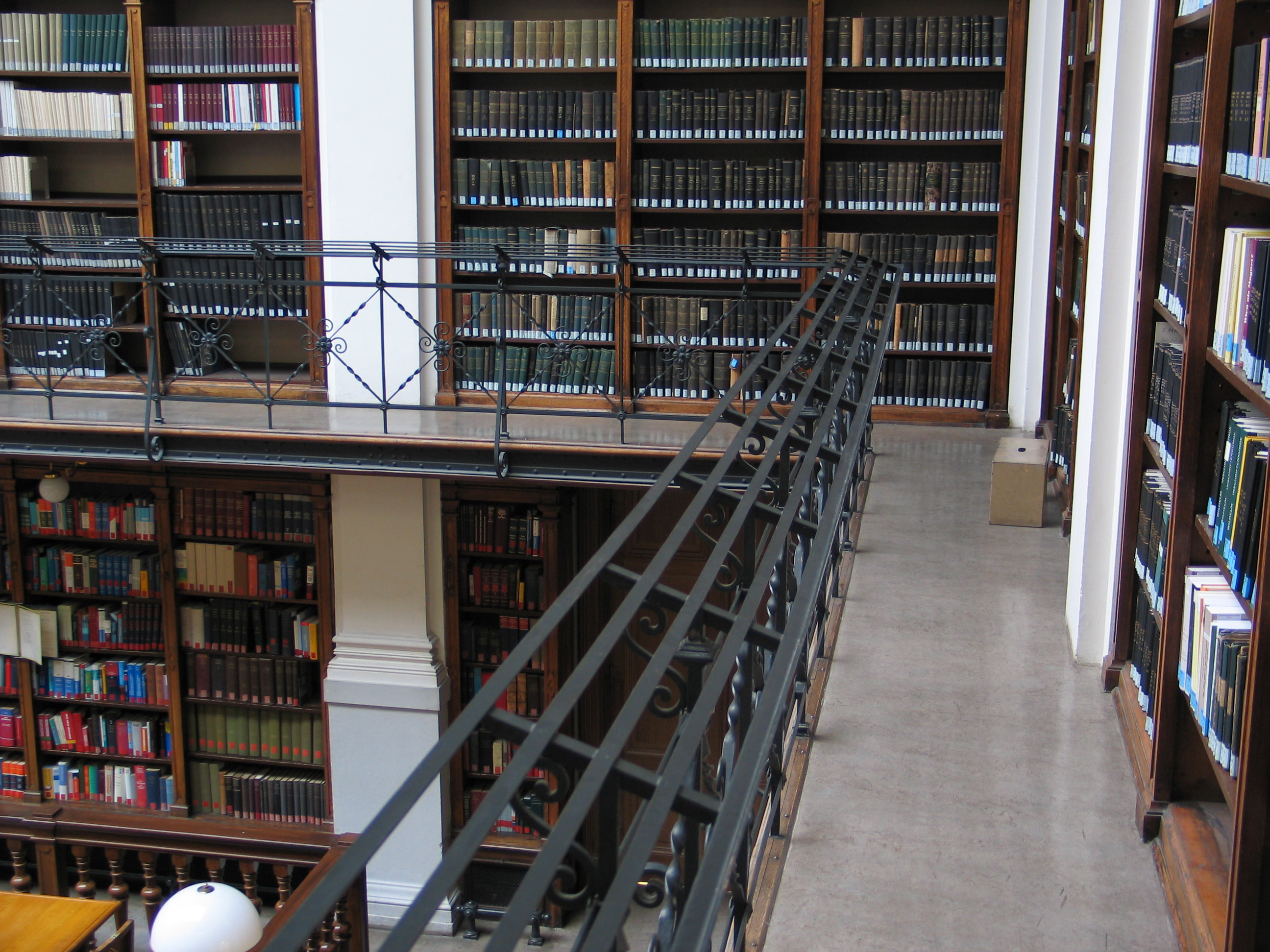
Галерея читального залу

### Бібліотека Єзуїтського університету
Університетська бібліотека Ґраца завдячує своїм походженням Контрреформації. З 1571 року в переважно протестантському місті Ґрац перебували єзуїти, де на прохання принца ерцгерцога Карла II займалися рекатолизацією. Для цього поряд із собором у 1573 році було засновано єзуїтський колегіум із прибудованою школою, яка мала свою бібліотеку. У 1585 році цій школі папа Григорій XIII надав статус єзуїтського університету, а бібліотека стала університетською. Бібліотека швидко зростала завдяки поповненню книг із занедбаних монастирів, а також завдяки пожертвуванням і купівлі нових видань. Як і сам університет, який по суті складався з теологічного факультету, теологія також була основним напрямком тематичного розвитку бібліотеки, хоча тут не обмежувалися суто католицькими творами. Природничі науки також були добре представлені, що можна пояснити впливом математика Пауля Гульдіна, який був професором єзуїтського університету в Ґраці.
1773 року орден єзуїтів було ліквідовано, а університет став державним закладом.

### Державна університетська бібліотека
1775 року Університет Ґраца був офіційно відновлений імператорським указом і переданий у державне управління разом із його бібліотекою. Проте більшість імперських чиновників, які керували ним та університетською бібліотекою, були колишніми єзуїтами. 1781 року діяльність бібліотеки була відновлена після перебудови нового приміщення. Таким чином бібліотека вперше стала доступною для громадськості. Найбільшою її проблемою була втрата 28-томного бібліотечного каталогу, який, як вважалося, став жертвою помсти єзуїтів. Цей катало залишається незнайденим до сьогодні. Збільшення надходження книг із занедбаних єзуїтських бібліотек посилило хаос у справі каталогізації.

### Бібліотека ліцею
1782 року, як і багато інших університетів, Університет Ґраца був понижений імператором Йосифом II до статусу ліцею. Проте фонди бібліотеки продовжували зростати.

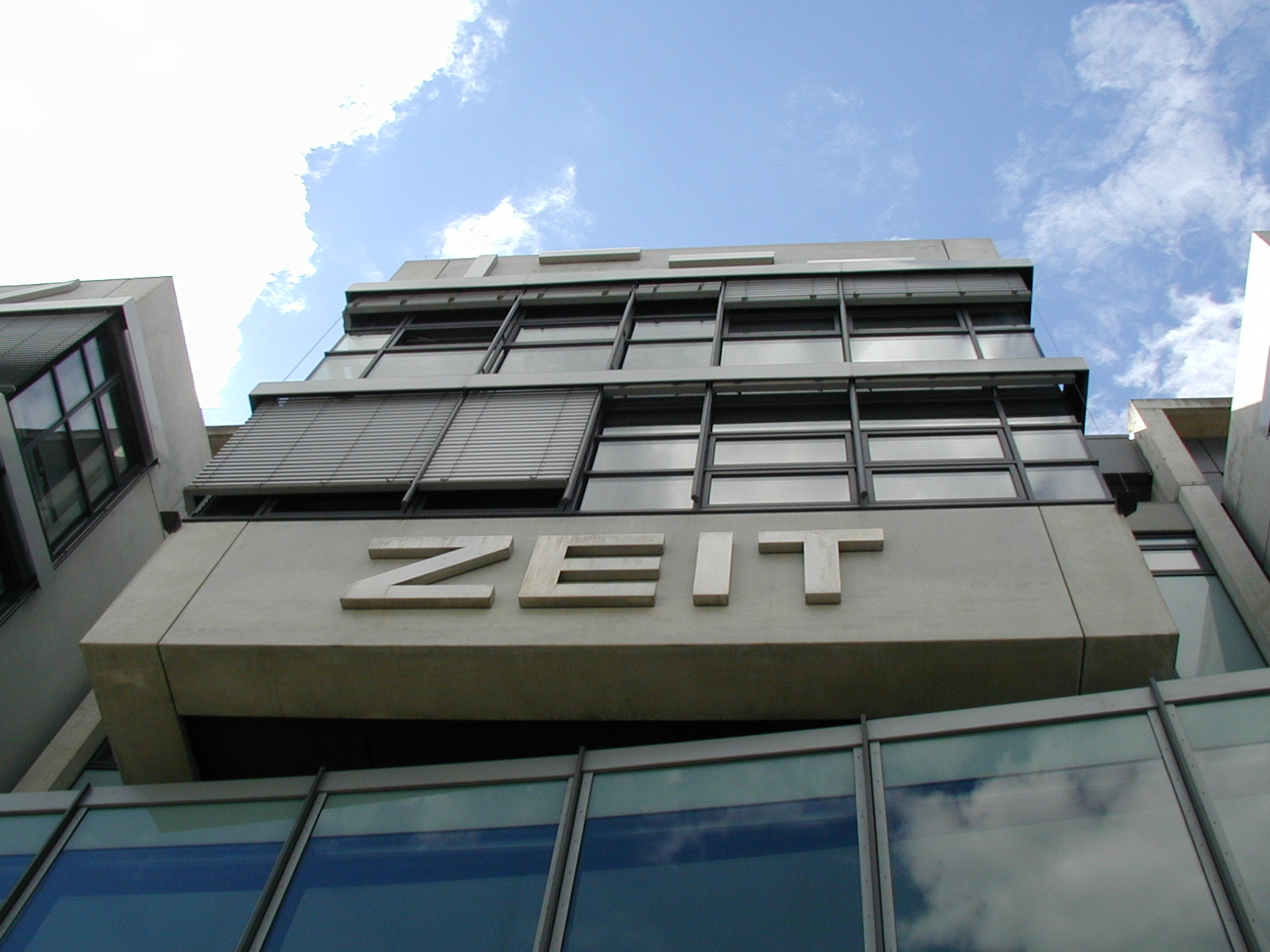
Деталь фасаду прибудови 1994-96 років (розібрано 2017 року)

### Відбудована університетська бібліотека
19 квітня 1827 року, через 45 років, старі права університету були відновлені імператором Францом I. Відтоді університет отримав назву Ґрацький університет Карла і Франца (Karl-Franzens-Universität Graz) на честь двох його засновників. Оскільки відновлення університету було пов'язане з умовою, що держава не несе додаткових витрат, університетська бібліотека розширювала свої фонди тільки за рахунок заповітів та пожертв. Лише коли в 1870 році кількість співробітників збільшилася з трьох до шести, а фонд закупівлі зріс із 830 до 4000 гульденів, бібліотека вперше за довгий час змогла виконувати свої функції.

### Від переїзду до кінця Другої світової війни
Через обмежену площу університету в центрі Ґраца з 1891 року на околиці (у сьогоднішньому районі Ґайдорф) було розпочато нове будівництво, при цьому окремі будівлі були введені в експлуатацію в різний час. Бібліотека разом зі своїм фондом на 135 000 томів переїздила в нове приміщення з 9 до 22 вересня 1895 року. У 1914 році було розширено адміністративне крило, що межувало з північно-східною стороною центральної читальні. Подальший розвиток бібліотеки зазнав великих збитків в результаті обох світових воєн. Для захисту від повітряних нальотів на Ґрац у 1944 році було евакуйовано 60 000 томів. 22 жовтня 1945 року бібліотека знову відкрилася для читачів. 4500 томів (зокрема і 200 рукописів) стали жертвами Другої світової війни.

### Повоєнний час і сьогодення

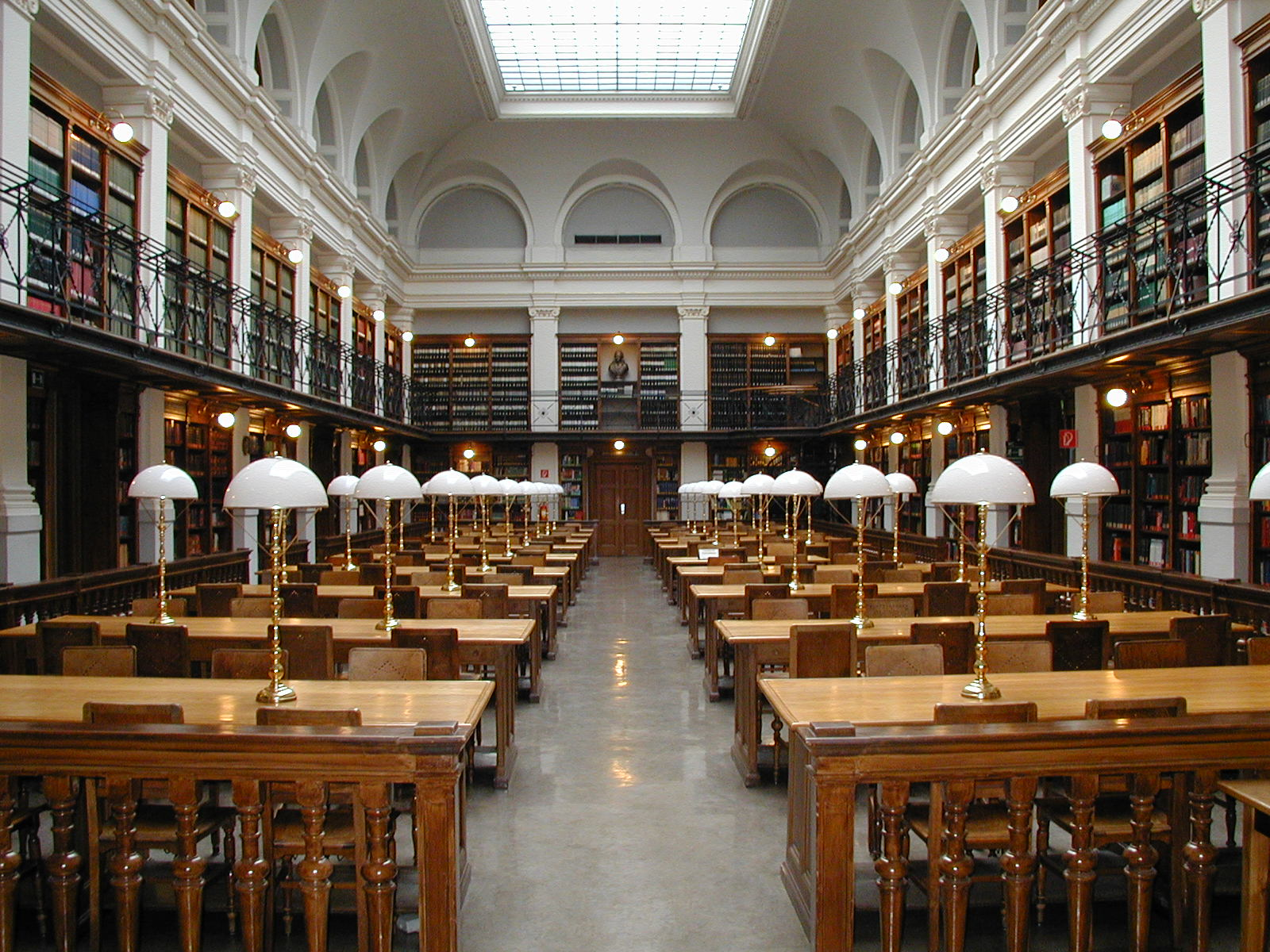
Історичний читальний зал бібліотеки університету Граца в стилі неоренесансу

Друга половина XX століття характеризується переважно структурними змінами та дедалі більшою децентралізацією. У 1950 році два книгосховища, які розташовувалися обабіч читального залу на південному сході були доповнені великим новим книгосховищем. У 1970 році бібліотека на північному заході отримала прибудову з вестибюлем і прямим доступом ззовні. З 1994 по 1996 рр. був побудований центр ReSoWi, в якому розташована бібліотека юридичного, соціально-економічного факультету, що є складовою університетської бібліотеки. Паралельно було споруджено велику прибудову до головного корпусу, яка перейшла виключно до бібліотеки університету. Окрім розширення головної бібліотеки були також побудовані спеціалізовані бібліотеки, які є фізично віддаленими, наприклад, в Університетському центрі Wall в Мерангассе. У 1996 році була створена медіатека для аудіовізуальних медіа. В результаті поділу університету попередні медичні підбібліотеки у 2004 році стали самостійною університетською бібліотекою. Разом з Бібліотекою Інсбруцького університету та Бібліотекою Віденського університету бібліотека Університету Ґраца взяла на себе провідну роль у формуванні національних та міжнародних консорціумів для більш економічно ефективного спільного використання електронних журналів і книг. У період з липня 2005 року по червень 2008 року в бібліотеці університету Ґраца було створено систему кооперації «Cooperation E-Media Austria». Бібліотека Університету Ґраца також бере участь у проекті Austrian Literature Online з оцифрування австрійської літератури.

### Реконструкція бібліотеки 2017—2019 років
Навесні 2017 року розпочалися комплексні ремонтно-реставраційні роботи під девізом «УБ буде новою». Прибудову 1970-х років було знесено, натомість було надбудовано два поверхи на історичній будівлі 1895 року. Після перебудови бібліотека відрилася у вересні 2019 року. Також було відновлено оригінальний фасад 1895 року, що був прихований за прибудовою. Комплекс реалізовано за проектом архітекторів Ґраца «Atelier Thomas Pucher». Крім приміщень для навчання в новобудові є дитяча кімната та цілодобова зона навчання, доступна 24/7. Відкрилася також нова лекційна зала на 430 місць.

## Персонал бібліотеки
Коли бібліотека перейшла до держави, вона мала лише двох постійних співробітників (директора і бібліотечного службовця). На початку XX ст персонал складався з 17 осіб, вісім з яких були науковими працівниками. З 2000 року тут працювали 120 співробітників, сьогодні (2021) — 140.
| Директори Університетської бібліотеки Ґраца з часів державного статусу | |
| 1773-1774 рр                                                           | Йозеф Бардаріні (1708—1791), професор теології та філософії, ректор |
| 1775-1778 рр                                                           | Ріхард Текер (1732—1798), професор догматики |
| 1778-1783 рр                                                           | Франц де Паула Томічич (1729–?), професор канонічного права, ректор |
| 1783-1797 рр                                                           | Августин Герц |
| 1798-1814 рр                                                           | Йозеф Алоїз Юстель (1765—1858), професор моральної теології, ректор |
| 1817-1832 рр                                                           | Маркус Зандманн (1764—1832), письменник |
| 1833-1852 рр                                                           | Йоганн Крауслер (? –1852) |
| 1853-1861 рр                                                           | Леопольд Міхеліч |
| 1861-1866 рр                                                           | Карл Кройцер |
| 1866-1880 рр                                                           | Ігнац Томашек |
| 1880-1895 рр                                                           | Алоїз Мюллер (1835—1901), гебраїст |
| 1895-1903 рр                                                           | Вільгельм Гаас (* 1842; † 1918), тодішній директор бібліотеки Віденського університету |
| 1903-1910 рр                                                           | Антон Шлоссар (1849—1942), юрист |
| 1910-1919 рр                                                           | Йоганнес Пайскер (1851—1933), згодом — професор соціальної та економічної історії у Празі |
| 1919-1924 рр                                                           | Фердинанд Айхлер (1863—1945), філолог і професор бібліотекознавства |
| 1924-1933 рр                                                           | Якоб Феллін (1869—1951) |
| 1934-1945 рр                                                           | Франц Гош (1884—1952), археолог і славіст |
| 1945-1953 рр                                                           | Вольфганг Бенндорф (1901—1959) |
| 1954-1971 рр                                                           | Ерхард Ґлас (1906—1992) |
| 1972-1988 рр                                                           | Франц Кроллер (1923—2000), юрист |
| 1989-2006 рр                                                           | Зіґрід Райніцер (* 1941) |
| 2004-2020 роки                                                         | Вернер Шлахер (* 1955) |
| 2021–                                                                  | Памела Штюклер (* 1973), вивчала німецьку філологію і театрознавство у Відні, раніше очолювала відділи цінних і старих колекцій, зв'язків з громадськістю та оцифровування фондів бібліотеки Віденського університету |

## Фонди

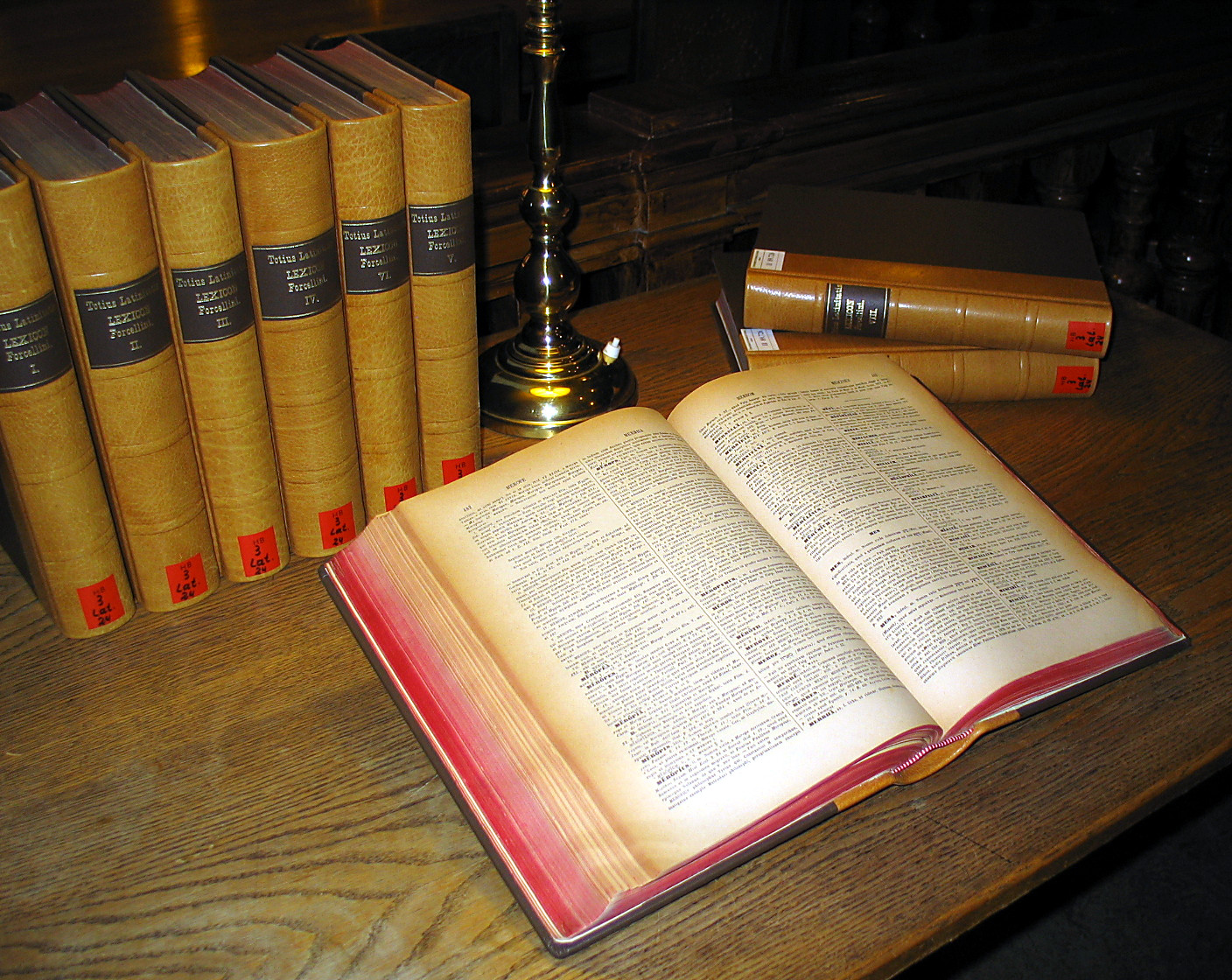
Багатотомний латинський словник з бібліотеки університету Граца

Книжковий інвентар старої університетської бібліотеки історично невизначений. На 1773 рік вказано 10 000 томів, на 1776 рік — ще 42 000 томів. Пізніше, за іншими, ймовірно, такими ж недостовірними джерелами, книжок знову стало менше, проте в 1839 роціфонди становили вже 50 тис. томів. У результаті перепису 1860 року було укладено перелік близько 38 000 видань (зокрема і багатотомних). Перші 100 000 томів було зібрано приблизно в 1879 році, 200 000 — у перші роки XX століття. На 2000 рік увесь фонд бібліотеки університету Ґраца налічував майже 3 мільйони друкованих томів, понад 2000 рукописів, близько 1200 інкунабул, численні наукові спадки та близько 1400 поточних журналів. 2020 року бібліотека університету Ґраца налічувала понад чотири мільйони одиниць зберігання.

## Спеціальні колекції
Рукописами та всіма друкованими виданнями до 1900 року займається відділ спеціальних колекцій. П'ять найдавніших грузинських рукописів з VII—XI століть є одними з найвизначніших пергаментних рукописів бібліотеки. Ці рукописи походять із Катерининського монастиря біля підніжжя гори Синай. Найважливіші паперові рукописи включають листи Йоганна Кеплера до Пауля Гульдіна.
Варто згадати також 42 папірусних Оксиринхських рукописів. Вони походять з розкопок, проведених Британським товариством дослідження Єгипту між 1896 і 1907 роками, і прибули до Ґраца в обмін на фінансову підтримку розкопок містом. Більшість знахідок з цієї експедиції зараз перебувають в Музеї Ешмола в Оксфорді, Британському музеї в Лондоні та Єгипетському музеї в Каїрі.

### Славістика та україніка
Бібліотека інституту славістики Університету Ґраца входить до складу Університетської бібліотеки й розташована в Бібліотечному центрі Валь. Це одна з найстаріших славістичних бібліотек Австрії, яка була заснована 1871 року. Колекція нараховує 30 тисяч одиниць зберігання. Тематично збірка охоплює мовознавство, літературу, історію культури та етнографію слов'ян, зокрема й українців. Чимало літератури присвячено дослідженню української мови. До складу фондів входять приватні збірки відомих славістів Йозефа Матля та Бернда фон Арніма. Зберігся інвентарний перелік фондів славістики, укладений 1902 року професором Матією Мурком.